# Металопрокатний завод у Ар-Русайл
Металопрокатний завод у Ар-Русайл — підприємство чорної металургії Оману, яке діє неподалік від столиці країни Маскату.
У 2002 (за іншими даними — 2003) році компанія Hadid Majan відкрила в індустріальній зоні Ар-Русайл металопрокатний завод, що став другим оманським заводом такого напряму після майданчику компанії Sharq Sohar Steel Rolling Mills в Сухарі. Первісно він міг випускати лише 36 (за іншими даними — 60) тисяч тонн будівельної арматури на рік, проте вже на початку 2010-х цей показник довели до 210 тисяч тонн на рік.
Частину необхідної сортової заготовки могли отримувати з розташованого у тій же зоні електрометалургійного заводу компанії Modern Steel (втім, потужності останньої були доволі малими, а наприкінці 2010-х Modern Steel відкрила власне прокатне виробництво).
Інвесторами Hadid Majan виступили індійці, до яких приєднались один з членів королевської сім'ї Оману Сайєд Баргаш Саїд Ал-Саїд та місцевий бізнесмен.